# Pigny
Pigny település Franciaországban, Cher megyében. Lakosainak száma 968 fő (2022. január 1.). Pigny Fussy, Saint-Georges-sur-Moulon, Saint-Michel-de-Volangis és Vignoux-sous-les-Aix községekkel határos.

## Népesség
A település népessége az elmúlt években az alábbi módon változott:
| Lakosok száma | 361  | 597  | 674  | 746  | 843  | 912  | 962  | 1005 | 994  | 968  |
|               | 1968 | 1982 | 1990 | 2006 | 2013 | 2015 | 2017 | 2019 | 2020 | 2022 |